# Tontemboan
Tontemboan ist eine in Nordsulawesi um Langoan, Sonder, Suluun und Amurang gesprochene Sprache. Sie gehört zu den philippinischen Sprachen der malayo-polynesischen Sprachen innerhalb der austronesischen Sprachen.
Andere Namen und Dialekte sind: Makela'i-Maotow, Makelai, Matana'i-Maore', Matanai, Pakewa, Sonder, Tompakewa, Tompaso, Tountemboan.